# برايان سيمز
برايان سيمز (بالإنجليزية: Brian Sims)‏ هو محامي وسياسي أمريكي، ولد في 16 سبتمبر 1978 في واشنطن العاصمة في الولايات المتحدة. حزبياً، نشط في الحزب الديمقراطي. وقد انتخب عضو مجلس نواب بنسيلفانيا.

## وصلات خارجية
- الموقع الرسمي